# Moudivláčkovití
Moudivláčkovití (Remizidae) je čeleď malých zpěvných ptáků. Většina druhů staví složitá zavěšená hnízda, obvykle v blízkosti vody. V současné době je rozlišováno třináct druhů v pěti rodech.

## Druhy
- Rod Remiz
  - Remiz pendulinus, moudivláček lužní
  - Remiz macronyx, moudivláček černohlavý
  - Remiz consobrinus, moudivláček čínský
  - Remiz coronatus, moudivláček korunkatý
- Rod Anthoscopus
  - Anthoscopus caroli, moudivláček africký
  - Anthoscopus flavifrons, moudivláček žlutočelý
  - Anthoscopus minutus, moudivláček kapský
  - Anthoscopus musculus, moudivláček šedavý
  - Anthoscopus parvulus, moudivláček žlutozelený
  - Anthoscopus punctifrons, moudivláček sahelský
- Rod Cephalopyrus
  - Cephalopyrus flammiceps, moudivláček ohnivočelý
- Rod Auriparus
  - Auriparus flaviceps, moudivláček žlutohlavý
- Rod Pholidornis
  - Pholidornis rushiae, moudivláček nejmenší